# Nikanoria arabica
Nikanoria arabica är en stekelart som beskrevs av Zerova och Dawah 2003. Nikanoria arabica ingår i släktet Nikanoria och familjen kragglanssteklar.
Artens utbredningsområde är Saudiarabien. Inga underarter finns listade i Catalogue of Life.